# Forças Armadas de Libertação Nacional de Timor-Leste

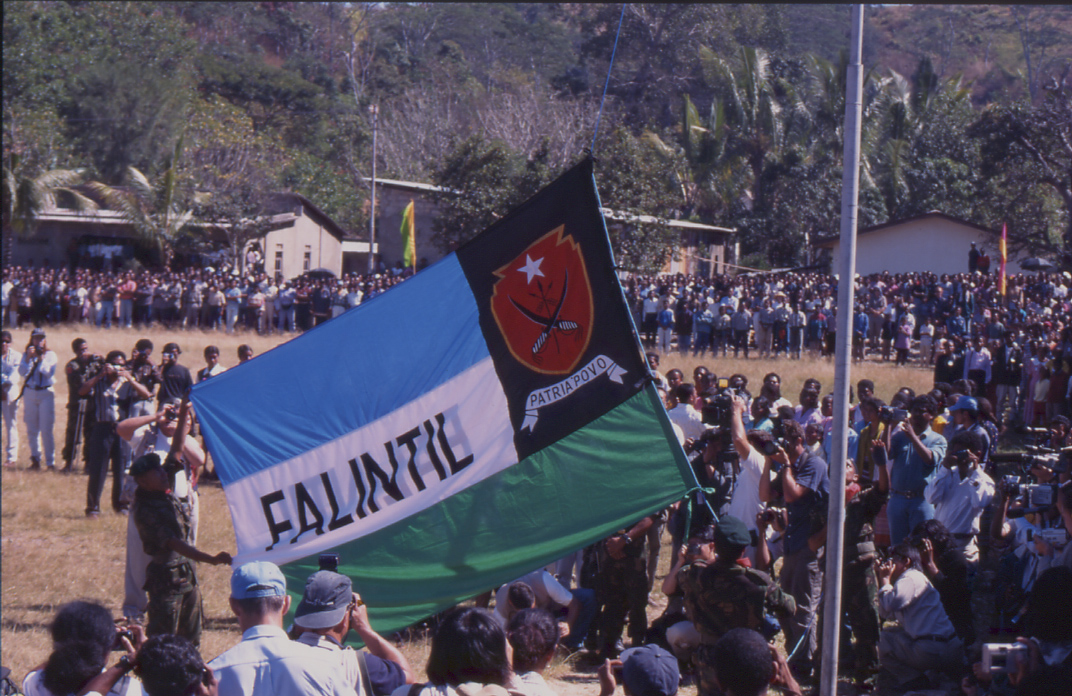
Bandeira das FALINTIL, com detalhe do brasão de armas, atualmente utilizado como símbolo da F-FDTL.

As Forças Armadas de Libertação Nacional de Timor-Leste (FALINTIL) foram, a princípio da luta de libertação de Timor-Leste, o braço armado da Frente Revolucionária de Timor-Leste Independente, a FRETILIN. Em 1988 deixou de ser a ala armada do partido, passando a ser a do Conselho Nacional da Resistência Timorense (CNRT).
Com a independência do país as FALINTIL foram integradas nas Forças de Defesa de Timor-Leste (F-FDTL).

## Histórico
Criadas oficialmente em 20 de agosto de 1975, as FALINTL surgiu a princípio como o braço armado da FRETILIN na luta contra seus dois partidos políticos rivais, a União Democrática Timorense (UDT) e a Associação Popular Democrática Timorense (APODETI), pelo controle do país no processo de descolonização em curso.
Responsáveis por desmobilizar e assistir a saída das tropas portuguesas de Timor, proclamaram, junto com a FRETILIN, a independência de Timor-Leste a 28 de novembro de 1975; os equipamentos militares portugueses foram confiscados pelas FALINTIL.
Na época da invasão indonésia de Timor-Leste, 7 de dezembro de 1975, as FALINTIL consistiam de 2.500 tropas regulares, 7.000 com treinamento militar português, 10.000 que tinha frequentado cursos curtos de instrução militar, além de outras forças somadas, num total de aproximadamente 30.000 combatentes.
Seu primeiro comandante foi Nicolau dos Reis Lobato. Lobato foi morto durante uma batalha com as Forças Armadas da Indonésia em 31 de dezembro de 1978. Com sua morte, Xanana Gusmão foi eleito como seu substituto durante uma conferência nacional secreta em Lacluta, Viqueque, em 1981. Esta reunião também serviu para a formação do Conselho Nacional da Resistência Timorense (CNRT), que foi o primeiro passo dado para unir os diversos movimentos e facções de resistência sob uma organização guarda-chuva.

### Anos de guerrilha

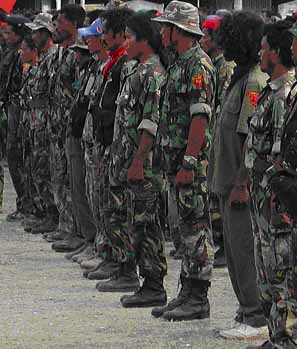
Veteranos das FALINTIL, numa cerimônia no ano de 2005.

Ao longo da década de 1980, Gusmão, liderava concomitantemente as FALINTIL, a CNRT e a FRETILIN; nesse ínterim, ele iniciou as negociações para a conversão das FALINTIL em um braço armado não-partidário, vinculado ao movimento unificado de resistência. Em 12 de maio de 1983 Gusmão proclamou a convergência de todos os nacionalistas na luta contra a ocupação indonésia, e, em abril 1984, tornou público que a partir daquele momento o CNRT estava independente ideologicamente do partido FRETILIN, começando também a reestruturar a resistência armada do movimento. Na primeira semana de junho de 1986, os combatentes das FALINTIL atacaram uma unidade de engenharia do Exército indonésio, matando 16 soldados. Em 31 de Agosto de 1983, o exército indonésio iniciou uma grande mobilização militar em torno de Viqueque, a cerca de 150 quilômetros de Dili, onde se concentrou o maior foco de resistência da guerrilha timorense. A Embaixada da Indonésia em Canberra, disse que cerca de 3.200 soldados em quatro batalhões, incluindo forças especiais, foram desdobrados com tanques e aviões de transporte de tropas.
Em 5 de maio de 1985 Gusmão enviou ao Comitê Central da FRETILIN, que operava no exílio, uma mensagem informando-os sobre a estrutura do CNRT, assumindo o título de "Comandante em Chefe das FALINTIL". Avanços significativos na unificação do movimento de resistência ocorreram em março de 1986, quando a FRETILIN e a UDT concordaram com a criação da "convergência nacionalista". As FALINTIL, no entanto, continuaram a atacar as tropas indonésias; Jacarta posteriormente admitiu baixas de 20 a 35 soldados em uma emboscada das FALINTIL em Junho de 1986.
Em 20 de Junho de 1988 a Resistência Nacional dos Estudantes de Timor-Leste (RENETIL) foi criada na Indonésia, reportando-se diretamente as FALINTIL e seu Comandante em Chefe Xanana Gusmão. Em 31 de dezembro de 1988 Gusmão anunciou que as FALINTIL agora era o braço de resistência armada não-partidária do movimento de resistência unificado.
Entre os dias 23 e 28 de Maio de 1990, o CNRT realizou uma reunião extraordinária para efeitos de reestruturação de todo o movimento de resistência. Foi durante essa conferência que Gusmão entregou suas funções na diretiva do partido FRETILIN, permanecendo como comandante em chefe das FALINTIL e presidente do CNRT. A mesma reunião lançou a Frente Clandestina, afastando as FALINTIL da resistência armada, pondo-a como ente de defesa dos interesses timorenses, numa clara direção de que as FALINTIL deveriam futuramente formar as forças armadas regulares de um Timor independente. A formação da Frente Clandestina deveriam organizar e treinar a população contra as forças indonésias. Tais decisões levaram à um recrudescimento da situação, com o aumento da repressão contra a resistência unificada, levando muitos líderes a fugir para as montanhas ou partirem para o exílio no exterior; a consequência mais drástica foi a prisão de Xanana Gusmão em 20 de Novembro de 1992. Ma'Huno, membro da comissão diretiva da FRETILIN tornou-se o líder da resistência até ser preso em 5 de Abril de 1993. Nino Konis Santana substituiu a Ma'Huno na liderança do CNRT em 25 de Abril de 1993, e em setembro de todas as facções da resistência dão uma moção de confiança a Santana como líder global do movimento. Taur Matan Ruak foi nomeado comandante das FALINTIL. Sob a liderança de Santana e Ruak, a reestruturação iniciada por Gusmão foi reforçada sob a égide do CNRT, com Sabalae assumindo a Frente Clandestina.
Ao longo da década de 1990, as forças de ocupação indonésias intensificaram suas ações contra a resistência e, aliado a isso, as divergências entre as facções armadas, a FRETILIN e outras organizações de resistência, atormentaram o CNRT, e abalaram a liderança de Santana. Sabalae, líder da Frente Clandestina, desapareceu em junho de 1995. Gusmão permaneceu como líder supremo do CNRT e Comandante em Chefe das FALINTIL, apesar de estar encarcerado em uma prisão indonésia. Em 31 de Maio de 1997, os guerrilheiros timorenses mataram 16 policiais e 1 soldado numa emboscada perto da aldeia de Abafala. Em 1998, Santana morreu em um acidente e o comandante das FALINTIL, Taur Matan Ruak, foi eleito como líder da "luta", ao mesmo tempo, permanecendo comandante operacional das FALINTIL. Em Abril de 1998 durante a Convenção Nacional dos Timorenses Residentes no Exterior, realizada em Portugal, o Conselho Nacional da Resistência Timorense (CNRT) e as FALINTIL foram ratificados como instrumentos de luta contra a ocupação indonésia.

### Durante o processo de independência

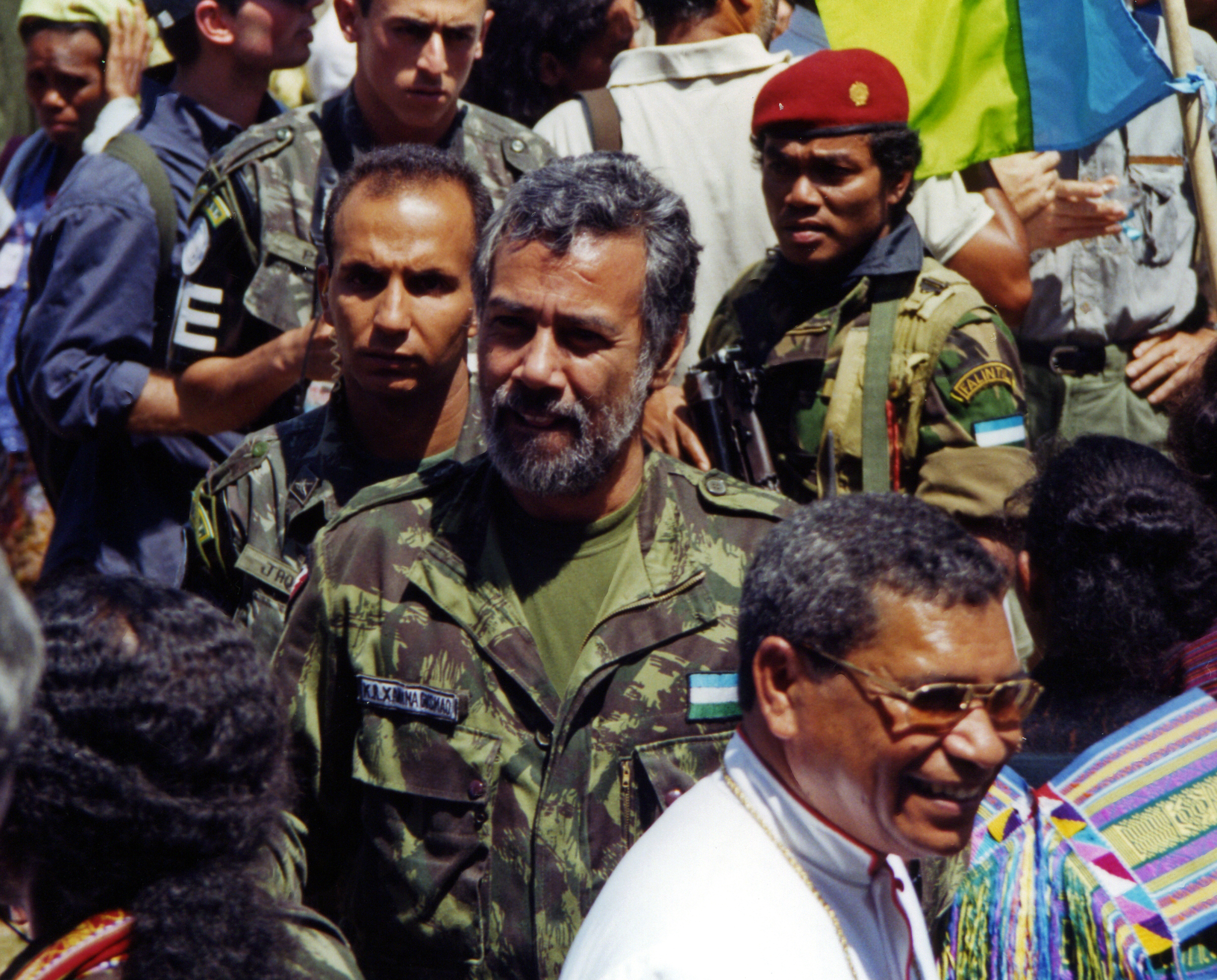
Xanana Gusmão e Ximenes Belo em Aileu com tropas das FALINTIL, em outubro de 1999.

As mudanças no governo da Indonésia, juntamente com a crescente pressão internacional, viu o presidente indonésio Jusuf Habibie anunciar um referendo sobre a autonomia de Timor-Leste. Os indonésios também anunciaram que se a autonomia fosse rejeitada, que abriria uma porta para a independência. Os militares indonésios e as milícias armadas pró-Indonésia para "incentivaram" a população a votar a favor da autonomia. Em 10 de Agosto de 1999, Gusmão ordenou às FALINTIL que permanecesse nos acantonamentos e resistisse a todas as provocações dos militares indonésios e das milícias armadas, e não se envolvesse na agitação civil orquestrada pelos militares indonésios. As ordens foram cumpridas pelas FALINTIL, com seus combatentes permanecendo em seus acampamentos secretos durante o processo de referendo. Em 30 de agosto, a votação no referendo ocorreu com 98% dos eleitores registrados. Em 4 de setembro, a Organização das Nações Unidas (ONU) anunciou que 78,5% votaram contra a autonomia, iniciando o processo de independência. No dia seguinte, 5 de setembro, os militares indonésios e as milícias pró-autonomia, em resposta ao referendo, começaram uma campanha massiva de saques e violência contra o povo timorense. Gusmão e a direção do CNRT sustentaram que as FALINTIL deveriam resistir ao desejo de unir-se à luta e permanecer nos seus acantonamentos. 
Em 20 de Setembro, a ONU, por meio da Força Internacional para Timor-Leste (INTERFET), liderada pelo exército australiano, desembarcou em Timor Leste para combater as atividades das milícias armadas e tentar restaurar a paz. Um dos mandatos da INTERFET era desarmar todas as várias facções em Timor-Leste, incluindo FALINTIL. Sob o conselho do recém-libertado Xanana Gusmão, a INTERFET e a ONU permitiram que as FALINTIL continuasse armada, mas em seus acantonamentos, até que a paz fosse restaurada, quando eles entregariam a segurança da ilha em sua responsabilidade. 
O último comandante em chefe das FALINTIL foi Taur Matan Ruak.

### Integração às forças armadas
Em 1 de fevereiro de 2001 as FALINTIL foi dissolvida em uma cerimônia simbólica, pois o ato seguinte, em 2 de fevereiro, foi a conversão de seu aparato militar em Forças de Defesa de Timor-Leste (F-FDTL), com o dever sob a constituição de Leste Timor de "garantir a independência da nação, sua integridade territorial e a liberdade e segurança das populações contra as agressões, que não respeitam a ordem constitucional".  Taur Matan Ruak se tornou o primeiro comandante das F-FDTL e assumiu o posto de General de Brigada.
O dia 20 de agosto é comemorado como o "Dia das FALINTIL".